# 红粉健儿
《紅粉健兒》（日语：美しきチャレンジャー），是一齣日本電視劇，1971年4月4日至1971年10月17日每週日晚上7:30在TBS电视台「不二家的時間」播映，全29話。

## 故事大綱
小鹿綠的父母都反對她參與保齡球運動，但她在高中就和前輩學習。她在畢業後加入了有保齡球隊的公司还重新遇到高中時教她的前輩，也認識了隊里的天才球手，所以被欺負。那年刚好全日本大賽，小鹿要同時面對各種難題。

## 登場人物
- 小鹿綠：新藤惠美（日语：新藤恵美）（香港譯名：綠子；配音：潘滿儔）
- 高峰明久：森次浩司
- 七瀨茜：進千賀子（日语：進千賀子）（香港譯名：梁茜；配音：謝月美）
- 小鹿綠母：風見章子（日语：風見章子）
- 上田亞子：紅理子（日语：紅理子）
- 里見紀子：松尾悅子
- 小鹿綠弟：矢崎知紀（日语：矢崎知紀）
- 小鹿綠父：中村竹彌（日语：中村竹弥）
- 松木幸惠：高樹蓉子（日语：高樹蓉子） （香港譯名：幸惠子）

## 電視節目的變遷
| 香港無綫電視翡翠台 星期日 20:00－20:30 時段 | 香港無綫電視翡翠台 星期日 20:00－20:30 時段 | 香港無綫電視翡翠台 星期日 20:00－20:30 時段 |
| ------------------------------------------- | ------------------------------------------- | ------------------------------------------- |
|                                             | 紅粉健兒 （1971年10月17日－1972年4月30日）  |                                             |
| 青春火花 （1970年12月6日－1971年10月10日）  | 鸞鳳和鳴 （1972年5月7日－1972年10月29日）   |                                             |